# رخصة للقتل (لعبة فيديو)
رخصة للقتل (بالإنجليزية: 007: Licence to Kill)‏ ، هي لعبة فيديو من نوع أكشن، أنتجت عام 1989م، وهي مقتبسة من الفيلم البريطاني الشهير رخصة للقتل للجاسوس الشهير جيمس بوند.

## وصلات خارجية
- Movie Game Database - Licence to Kill
- MI6 :: James Bond 007 Video Games - Licence to Kill
- Licence to Kill in Mobygames
- رخصة للقتل على موقع IMDb (الإنجليزية)